# Городище (Воскресенский район)
Городи́ще (бывшее сельцо Городищи) — деревня в Воскресенском муниципальном районе Московской области. Входит в состав сельского поселения Фединское. Население — 358 чел. (2010).
Деревня входила в Городищенский сельсовет (Воскресенский район).

## География
Деревня Городище расположена в юго-западной части Воскресенского района, примерно в 5 км к северо-западу от города Воскресенска. 58 км на юго-восток от Москвы.
Высота над уровнем моря 110—115 метров.
У деревни протекает река Отра, которая здесь впадает в реку Москва.
В деревне 6 улиц. Ближайший населённый пункт — село Марчуги.

## Название и история
Название происходит от термина городище — «место, где был город». Деревни с названием Городище возникали на остатках городов.
Со второй половины XIX века в церковных книгах поселение значилось как «сельцо Городищи», Бронницкого уезда, Спасской волости, Московской губернии. С 1865 г. приход находился в соседнем селе Марчуги (Крестовоздвиженская церковь), затем в другом соседнем селе Петровское (церковь Святого Ильи Пророка).
В 1926 году деревня являлась центром Городищенского сельсовета Спасской волости Бронницкого уезда Московской губернии.
С 1929 года — населённый пункт в составе Воскресенского района Коломенского округа Московской области, с 1930-го, в связи с упразднением округа, — в составе Воскресенского района Московской области. 
До 1939 года — центр Городищенского сельсовета.
До муниципальной реформы 2006 года Городище входило в состав Гостиловского сельского округа Воскресенского района.

## Население
В 1926 году в деревне проживало 487 человек (237 мужчин, 250 женщин), насчитывалось 105 хозяйств, из которых 96 было крестьянских.
По переписи 2002 года — 333 человека (147 мужчин, 186 женщин).
| 1926 | 2002 | 2010 |
| ---- | ---- | ---- |
| 487  | ↘333 | ↗358 |

### Известные жители
- Маркин, Сергей Иванович (1903—1942) — советский художник. Родился и провёл детство в сельце Городищи, на родине отца.